# Clover Hill
Clover Hill és una concentració de població designada pel cens dels Estats Units a l'estat de Maryland. Segons el cens del 2000 tenia 3.260 habitants.

## Demografia
Segons el cens del 2000, Clover Hill tenia 3.260 habitants, 1.133 habitatges, i 984 famílies. La densitat de població era de 1.023,3 habitants per km².
Dels 1.133 habitatges en un 40,9% hi vivien nens de menys de 18 anys, en un 80,2% hi vivien parelles casades, en un 4,1% dones solteres, i en un 13,1% no eren unitats familiars. En el 10,9% dels habitatges hi vivien persones soles el 5,5% de les quals corresponia a persones de 65 anys o més que vivien soles. El nombre mitjà de persones vivint en cada habitatge era de 2,87 i el nombre mitjà de persones que vivien en cada família era de 3,1.
Per edats la població es repartia de la següent manera: un 27,5% tenia menys de 18 anys, un 4,5% entre 18 i 24, un 22,1% entre 25 i 44, un 33,7% de 45 a 60 i un 12,3% 65 anys o més.
L'edat mediana era de 43 anys. Per cada 100 dones de 18 o més anys hi havia 96,5 homes.
La renda mediana per habitatge era de 87.632 $ i la renda mediana per família de 90.598 $. Els homes tenien una renda mediana de 68.821 $ mentre que les dones 35.147 $. La renda per capita de la població era de 33.378 $. Cap de les famílies i el 0,3% de la població estaven per davall del llindar de pobresa.

## Poblacions més properes
El següent diagrama mostra les poblacions més properes.